# 正福寺 (幸手市)
正福寺（しょうふくじ）は、埼玉県幸手市にある真言宗智山派の寺院。

## 歴史
創建年代は不明であるが、1511年（永正8年）に秀宥が中興していることから、その頃までには既に存在していたものと推測される。1648年（慶安元年）、江戸幕府より寺領13石を賜り、末寺49か寺を擁する寺院として寺運興隆していた。
1863年（文久3年）の暴風雨で、多くの寺宝を失ったり、水に浸かったりした。当寺の本尊は不動明王であるが、この時の災害で失ってしまった。その後、明治初期の神仏分離により、蔵前神社にあった不動明王像の安置場所に困っているという話を聞き、当寺の本尊として迎えた。
当寺の境内には、埼玉県の文化財に指定されている「幸手義賑窮餓之碑」がある。これは1783年（天明3年）の浅間山の大噴火が引き金となった天明の大飢饉の際に、当地の名主21人が資金を拠出して貧民を救済したことを代官頭伊奈忠尊が褒賞し、彼らの善行を称えるために設けられた顕彰碑である。

## 文化財
- 幸手義賑窮餓之碑（埼玉県指定有形文化財 昭和14年3月31日指定）[3]

## 交通アクセス
- 幸手駅より徒歩14分。